# 琳賽·艾達里歐
琳賽·艾達里歐（英語：Lynsey Addario, 1973年11月13日—），義大利裔美國人，著名戰地攝影師，對伊拉克，阿富汗與達佛的衝突，有著深度的報導。

## 生平
1973年出生於美国康乃狄克州諾沃克，父母都是義大利裔的髮型設計師，1995年自威斯康辛大學麥迪遜分校（University of Wisconsin-Madison）畢業。艾達里歐的職業攝影生涯始於1996年，在為布宜諾斯艾利斯先驅報（Buenos Aires Herald）工作，首張被放在頭版的，是到阿根廷拍攝阿根廷，別為我哭泣（Evita）的瑪丹娜的照片。之後回到美國，接美聯社的攝影工作。1997年至1999年，連續三年都進入古巴進行攝影旅遊。
2000年5月，經由巴基斯坦進入當時仍由塔利班政權控制的阿富汗(當時稱為 Islamic Emirate of Afghanistan)。2004年8月，經由查德進入達佛，之後五年每年都會重返達佛待一個月，為紐約時報與紐約時報雜誌拍攝達佛衝突。
在2011年3月16日為紐約時報前往利比亞進行拍攝時，與另外三位同事Anthony Shadid，Stephen Farrell及Tyler Hicks遭到利比亞政府軍綁架，後經土耳其政府交涉，於同年3月21日被釋放，其間受到利比亞士兵的騷擾與迫害。

## 獎項
- 2009年: 麥克阿瑟獎（MacArthur Fellowship）.
- 2009年: 普利茲獎(Pulitzer Prize) [2]

## 著作
- 《鏡頭背後的勇者－用生命與勇氣走過的戰地紀實之路》（It's What I Do: A Photographer's Life of Love and War），2015年

## 外部連結
- 琳賽·艾達里歐《lynsey addario, photographer》 （页面存档备份，存于）